# 雲山宗峨
雲山 宗峨（うんざん そうが）は、南北朝時代の臨済宗の僧。

## 経歴・人物
はじめ京都大徳寺の宗峰妙超について出家し、のち関山慧玄に師事する。そののち慧玄の法嗣授翁宗弼の法を嗣ぎ妙心寺第4世となった。